# Mariano de la Paz Graells
Mariano de la Paz Graells y de la Agüera, plus connu sous le nom de Mariano de la Paz Graells, né à Tricio, Province de Logroño, le 24 janvier 1809 et mort à Madrid, le 14 février 1898 est un médecin, naturaliste et homme politique espagnol. Il est membre fondateur de l'Académie royale des sciences exactes, physiques et naturelles, dont il est vice-président et président de la section Sciences. Il est l'oncle maternel de l'historien Florencio Janer.

## Biographie
Fils du médecin Ignacio Graells y Ferrer, Mariano de la Paz Graells devient lui-même docteur en médecine et chirurgie, puis professeur d'anatomie comparée à l'Université Centrale et conseiller en agriculture. Il est aussi membre de différentes sociétés et corporations scientifiques, ainsi quesénateur de la Société économique de Barcelone (1881-1884) et de la province de Barcelone (1887-1890).
En 1837, Graells est nommé professeur de zoologie au Musée royal des sciences naturelles et directeur du Jardin botanique royal de Madrid. Plus tard il occupe la chaire d'anatomie et physiologie comparée à l'Université Centrale.
Son œuvre en tant qu'entomologiste est importante, il a publié plus de 75 articles, décrivant de nombreuses espèces nouvelles parmi lesquelles le magnifique lépidoptère Graellsia isabellae dont le nom scientifique dérive de son propre nom de famille.
En 1847 il réalise la première fouille paléontologique systématique de restes de vertébrés en Espagne. Il découvre les restes d'un Elephas antiquus dans le gisement de la colline de San Isidro, aidé par ses élèves et avec la collaboration de Laureano Pérez Arcas et Casiano de Prado.

## Distinctions
- Commandeur de l'ordre de Charles III

## Publications
- Mariano de la Paz Graells. 1852. Descripción de un lepidóptero nuevo, perteneciente a la fauna central de España: dedicado a S. M. la Reina Doña Isabel II. Ed. Impr. Eusebio Aguado, 4 p.

### Livres
- Mariano de la Paz Graells. 1889. Las ballenas en las costas oceánicas de España: Noticias recogidas é investigaciones hechas. Volumen 13, Parte 3 de Memorias, Físicas y Naturales de Madrid R. Academia de Ciencias Exactas. Editor Luis Aguado, 115 p.

- ---------------------------------. 1897. Faune mastodológica ibérique. Volume 17 de Mémoires de la Réelle[Quoi ?] Académie de Sciences Exactes, Physiques et Naturels. Éditeur Réel[Quoi ?] Académie de Sciences Exactes, Physiques et Naturels de Madrid, 806 p.

- ---------------------------------. 1879. Prontuario filoxérico: Consacré aux viticultores espagnols et délégués officiels qui aient d'exercer l'indispensable surveillance pour empêcher ou contenir la propagation de la plaie des vignes, produite par la filoxera. Éditeur Établissement tipográfico de Deuxième Martínez, 61 p.

- ---------------------------------. 1873. Applications de l'histoire naturelle à l'art militaire: les pigeonnes dans la guerre : première conférence célébrée en le Ateneo de l'Armée et Armée. 37 p.

- ---------------------------------. 1867À. Exposés internationaux de pêche et aqüicultura de Arcachon et Boulogne-sur-Mer. Éditeur Établissement tipográfico d'Estrada, Díaz et López, 436 p.

- ---------------------------------. 1867b. Aqüicultura: Études et observations sur les établissements piscícolas, ostrícolas, de crustáceos et moules de la Bassin d'Arcachon, Ancrée de l'Aiguillon, Île de Ré, Laboratoire de Concarneau, Bahia de la Forest, et pêche et spéculation sardinera dans la même localité, piscicultura de ... Ed. Établissement tipográfico d'Estrada, Díaz et López, 218 p.

- ---------------------------------. 1864À. Manuel pratique de piscicultura: ou, Prontuario pour servir de guia au piscicultor en Espagne, et á les employés de l'administration dans nos eaux douces et salées. Ed. D. Et. Aguado, 264 p.

- ---------------------------------. 1864b. Le jardin botanique et zoologique de Madrid: Promenade instructivo et recreativo pour tous. Ed. Imprimerie d'Alejandro Gómez Fuentenebro, 84 p.

- ---------------------------------. 1854. Indicatio plantarum novarum, aut nondum recte cognitarum, quas in pugillo Premier descripsit iconibusque illustravit. 30 p.

- ---------------------------------, apollinaire Bouchardat, miguel Colmeiro, luis Sánchez Touche. 1848. Traité complet d'histoire naturelle: avec 318 enregistrés intercalados en le teste [sic]. 2ª ed. De Librairie d'Ange Calleja.

- ---------------------------------. 1846. Catalogue des moluscos terrestres et d'eau douce remarqués en Espagne, et description et notes de quelques espèces nouvelles ou peu connues du même pays. Éditeur Librairie de Veuve et Fils d'Antonio Calleja, 23 p.

## Hommages
Genre botanique

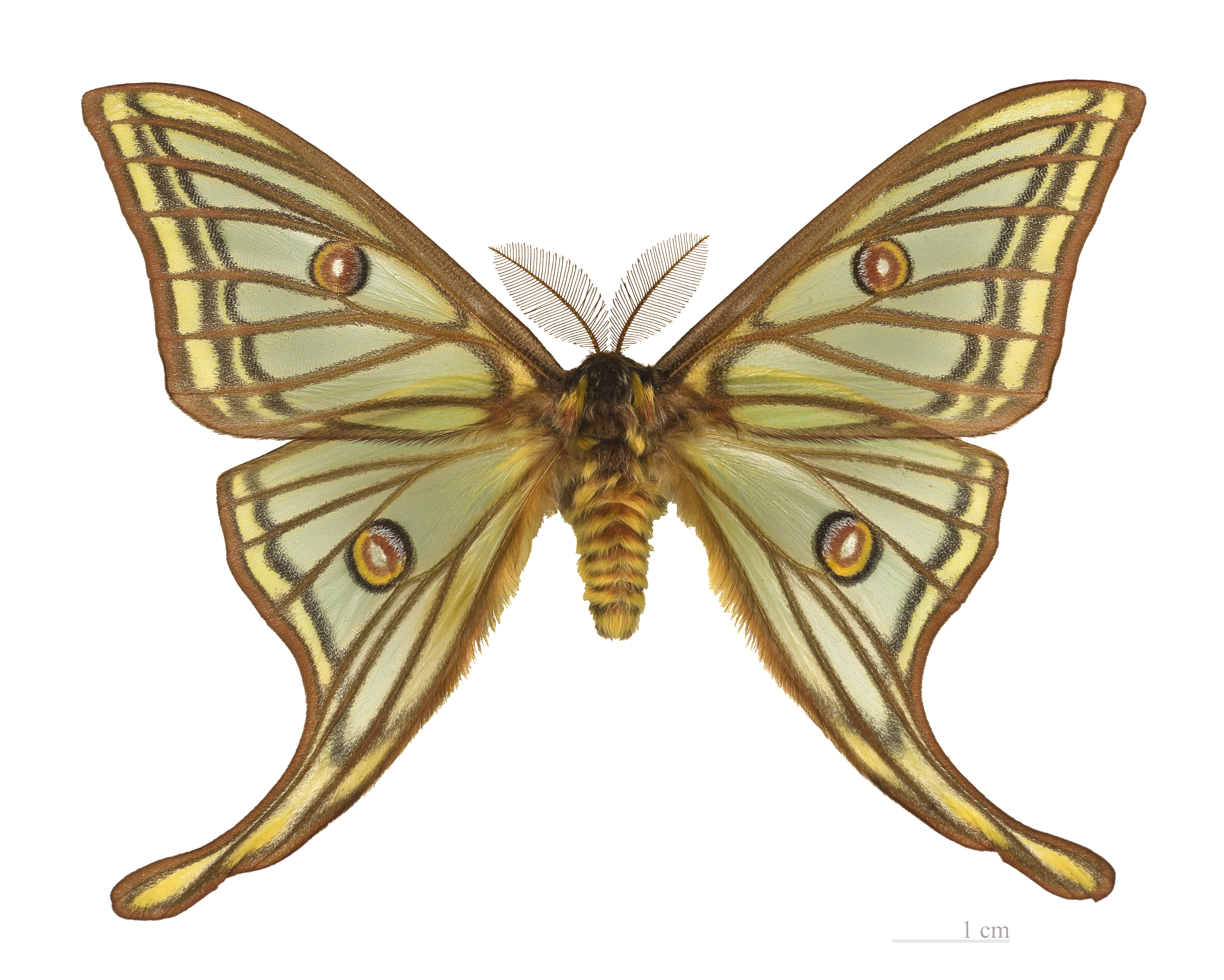
Spécimen mâle de Graellsia isabellae

- (Brassicaceae) Graellsia Boiss., 1842[5]

Genre zoologique
- (Saturniidae) Graellsia Grote, 1896

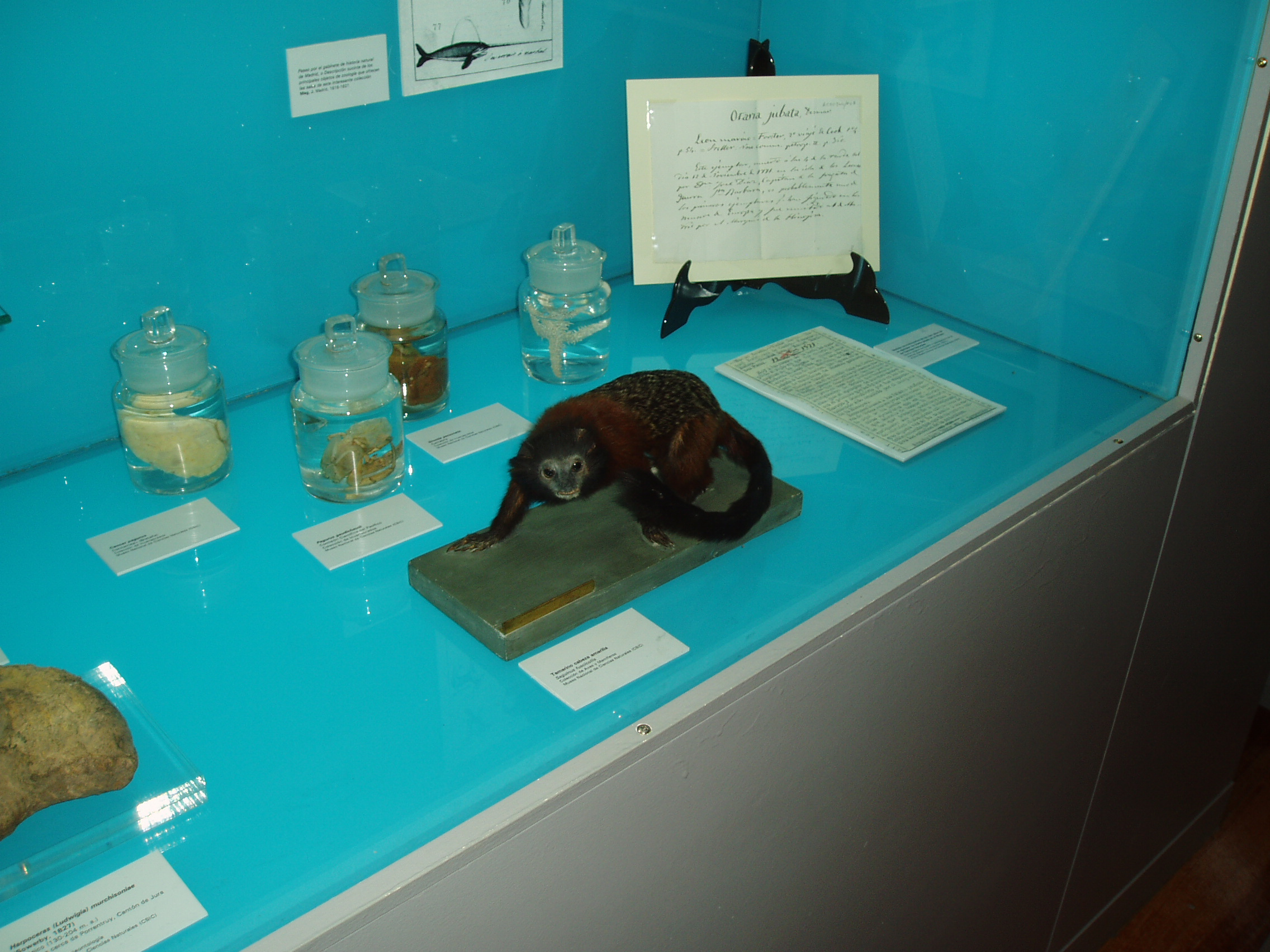
Vitrine d'une exposition consacrée à Graells dans le Musée National de Sciences Naturelles de Madrid, Espagne. Il se remarque un exemplaire naturalisé de Tamarin (Saguinus fuscicollis).

Espèces zoologiques
- Allognathus graellsianus
- Ischnura graellsii
- Larus fuscus graellsii
- Luciobarbus graellsii
- Meles meles marianensis
- Pycnogaster graellsii
- Saguinus graellsi